# Xanthophyllum obscurum
Xanthophyllum obscurum är en jungfrulinsväxtart som beskrevs av Alfred William Bennett. Xanthophyllum obscurum ingår i släktet Xanthophyllum och familjen jungfrulinsväxter. Inga underarter finns listade i Catalogue of Life.